# Steven Roman
Steven Roman é um matemático estadunidense.
É professor emérito de matemática da Universidade do Estado da Califórnia e lecturer de matemática da Universidade da Califórnia. É um dos principais desenvolvedores do cálculo umbral. é eutor de ca. 40 livros sobre matemática e programação de computadores.